# Carlo Salotti

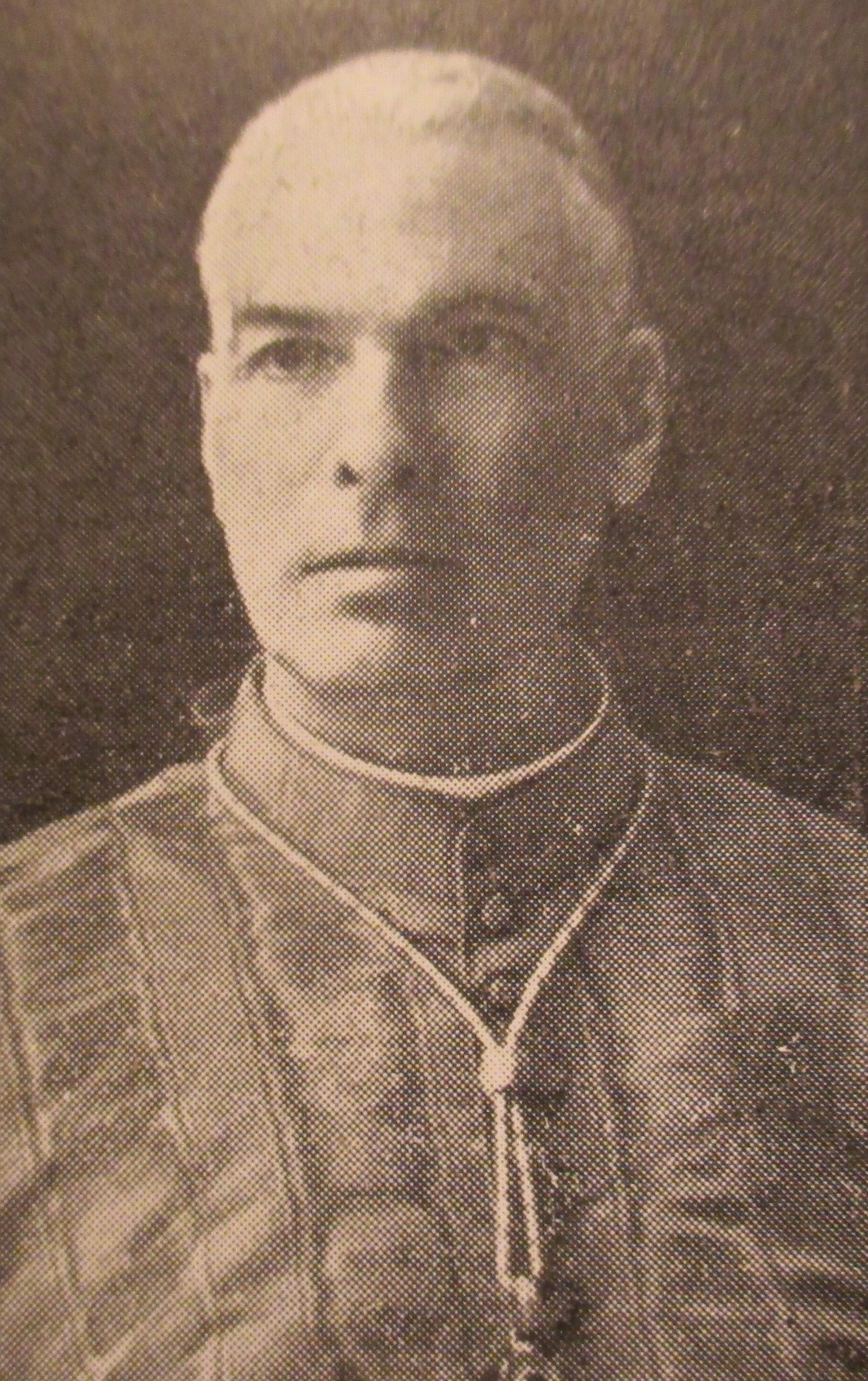
Carlo Kardinal Salotti (1939)

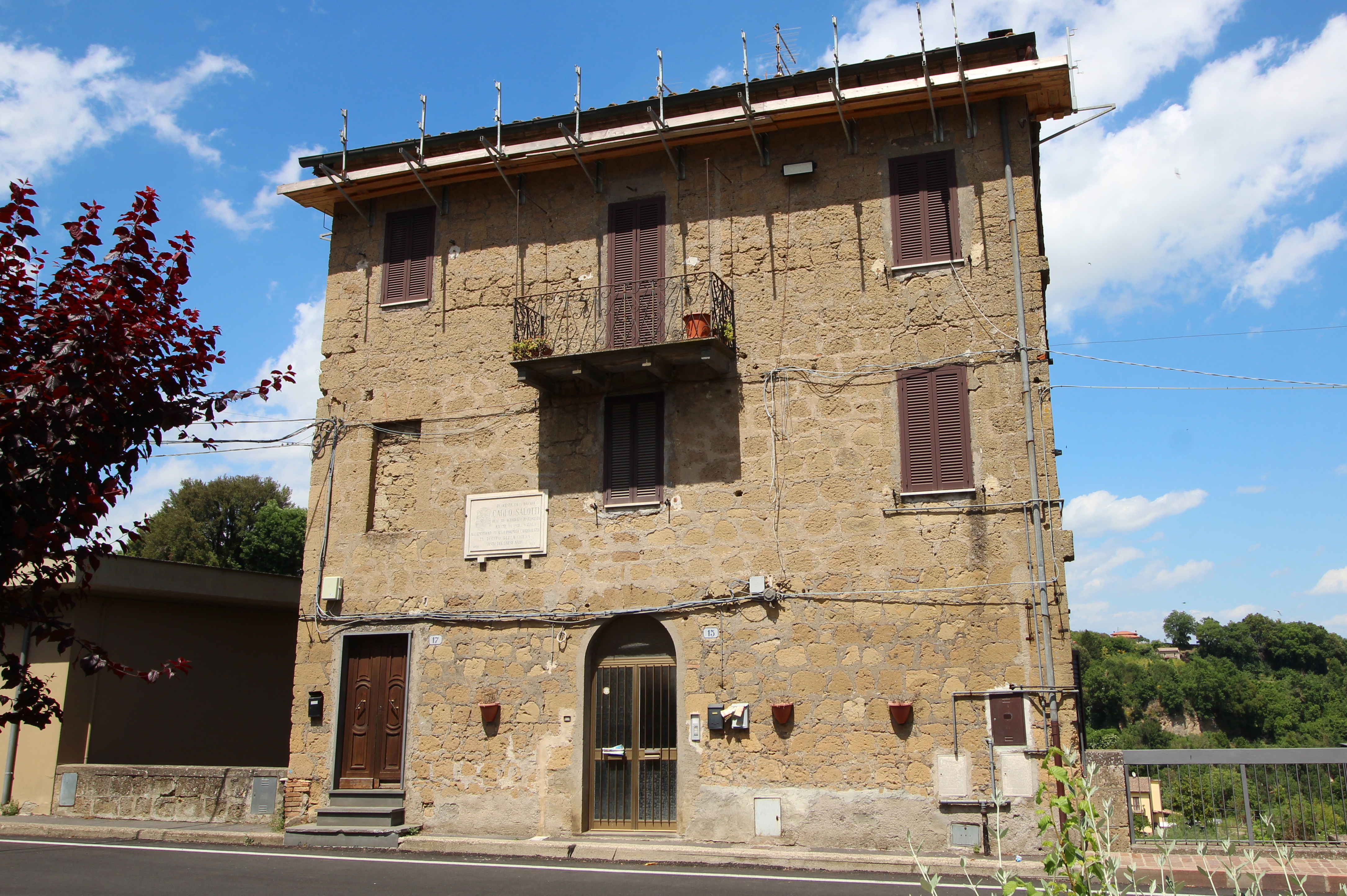
Das Geburtshaus in Grotte di Castro

Carlo Kardinal Salotti, geborener Carlo Salotti (* 25. Juli 1870 in Grotte di Castro, Provinz Viterbo, Italien; † 24. Oktober 1947 in Rom) war ein Kurienkardinal der römisch-katholischen Kirche.

## Leben
Carlo Salotti erhielt in Orvieto und Rom seine theologische und philosophische Ausbildung und empfing am 22. September 1894 das Sakrament der Priesterweihe. Nach weiterführenden Studien arbeitete er in den Jahren 1897 bis 1912 als Seelsorger in der Diözese Rom, wobei er ab 1902 auch als Hochschullehrer tätig war. 1915 erhielt er den Titel eines Päpstlichen Hausprälaten und wurde Assessor der Ritenkongregation.
Papst Pius XI. ernannte Carlo Salotti am 30. Juni 1930 zum Titularerzbischof von Philippopolis in Thracia und drei Tage darauf zum Sekretär der Kongregation für die Ausbreitung des Glaubens sowie zum Rektor des Päpstlichen Athenaeums „De Propaganda Fide“, wo er das Institut für Missionswissenschaften gründete. Die Bischofsweihe spendete ihm Wilhelmus Marinus Kardinal van Rossum CSsR am 6. Juli desselben Jahres; Mitkonsekratoren waren Luigi Olivarès SDB, Bischof von Nepi e Sutri, und Giovanni Rosi, Bischof von Montefiascone.
Im Konsistorium vom 13. März 1933 erhob ihn Papst Pius XI. zum Kardinal in pectore, am 16. Dezember 1935 proklamierte er die Kardinalserhebung Salottis und ernannte ihn zugleich zum Kardinalpriester mit der Titelkirche San Bartolomeo all’Isola. Am 14. September 1938 wurde Salotti Kardinalpräfekt der Ritenkongregation und am 11. Dezember 1939 zum Kardinalbischof von Palestrina erhoben.
Er starb am 24. Oktober 1947 im Alter von 77 Jahren in Rom und wurde in seinem Geburtsort beigesetzt.

## Schriften
- Der hl. Johannes Bosco.  Aus dem It. übertr. u. bearb. v. Emil Fritz, 1955 (Original Turin 1929)